# You're a Vision Award
You're a Vision Award — нагорода, яка щороку присуджується «найвидатнішому вбранню» на Пісенному конкурсі Євробачення за результатами голосування фанатів конкурсу. Нагороду створив бельгійський фансайт Songfestival.be перед Євробаченням 2022 після припинення премії Барбари Декс, створеної 1997 року, що було пов'язано з негативним змістом останньої, яка присуджувалася за «найгірше вбрання», та бажанням замінити її більш позитивною нагородою.

## Історія

### Заснування
You're a Vision Award виникла на основі премії Барбари Декс, що була названа на честь представниці Бельгії на Пісенному конкурсі Євробачення 1993 і була покликана щорічно нагороджувати учасників конкурсу за «Найгірше вбрання» за результатами голосування уболівальників Євробачення. 13 березня 2022 року, після 25 років існування, премія Барбари Декс була скасована. Рішення про скасування ухвалили через негативні відгуки про нагороду — останніми роками премія зазнавала жорсткої критики фанатів за те, що вона шкідлива для номінованих на неї виконавців. У Songfestival.be зазначали, що з 2017 року намагалися переробити оригінальну нагороду у «Найпомітніший одяг», але врешті не змогли змінити громадську думку.
Одразу після скасування премії Барбари Декс, Songfestival.be повідомили, що замінять її новою нагородою за найпомітніший одяг на конкурсі. Шанувальників заохочували надсилати варіанти нових назви для нагороди для визначення найкращого шляхом публічного голосування. Так, 29 квітня 2022 року було оголошено про нову нагороду — You're A Vision Award, яка призначена для відзначення найпомітніші нарядів серед учасників Євробачення.

### 2022—2024 роки

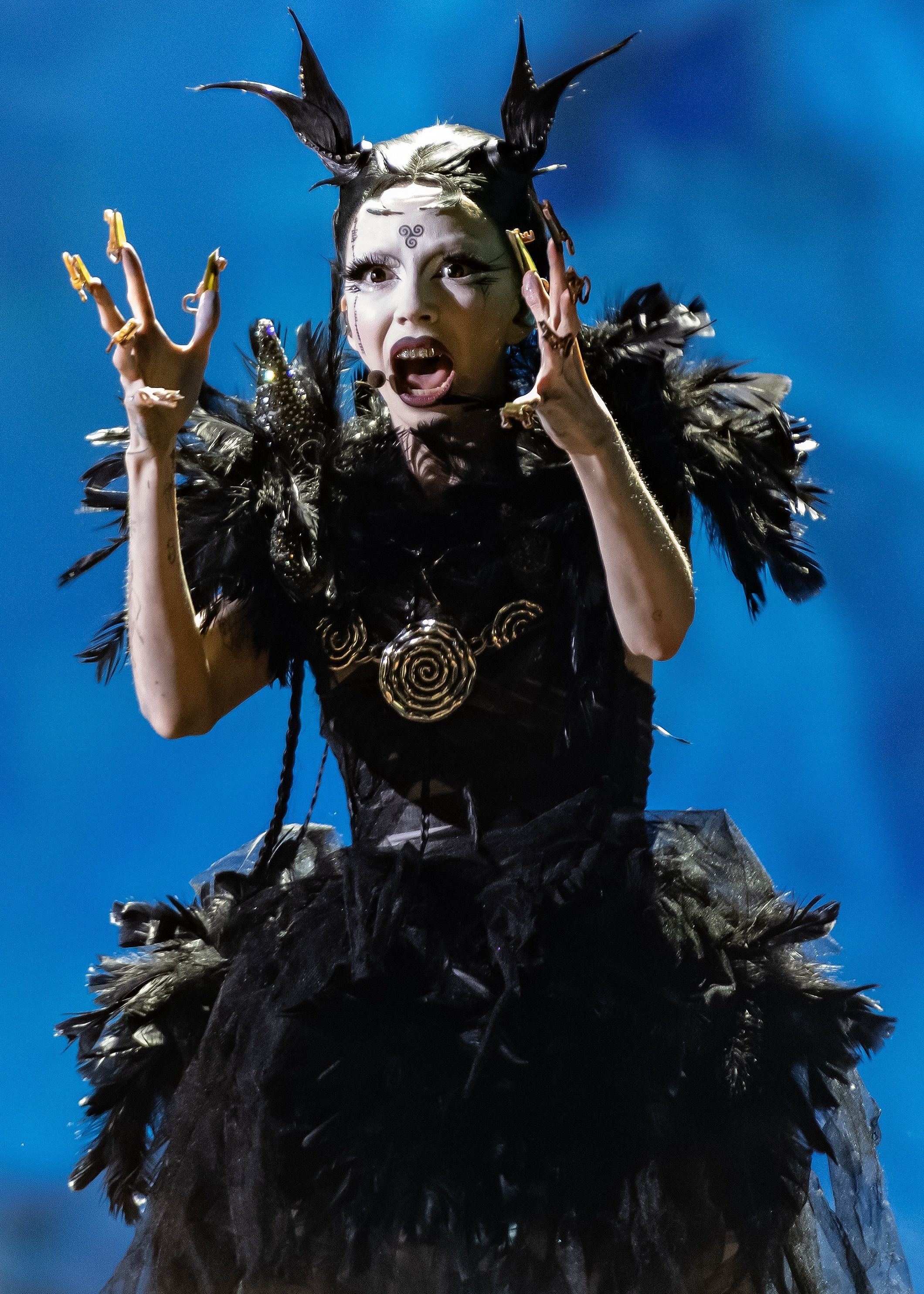
Bambie Thug (Ірландія) під час виконання своєї конкурсної пісні «Doomsday Blue» на сцені Євробачення 2024

Першою переможницею You're A Vision Award стала Австралія. На думку шанувальників Євробачення, її представник Шелдон Райлі був у найяскравішому вбранні на сцені Євробачення 2022. Райлі посів 15-те місце у фіналі конкурсу в Турині. У своїй яскравій і примітній білій сукні, яка важила 40 кг, він виконав пісню «Not the Same». Австралія мала велику перевагу над країнами, що посіли 2 і 3 місця, — Іспанією, яку представляла Шанель Терреро, та Норвегією, представниками якої були Subwoolfer, відповідно. Сан-Марино зі своїм учасником Акілле Лауро незначним чином поступилося третім місцем Норвегії.
2023 року нагороду здобула Фінляндія, учасником від якої став Käärijä, що був абсолютним лідером під час голосування за You're A Vision Award завдяки своєму зеленому «болеро». Другими стали Let 3 з Хорватії, третім — Густаф із Бельгії.

Уже наступного року найяскравіший наряд на Євробаченні 2024 на думку фанатів мав Baby Lasagna з Хорватії. Він мав одяг, який віддав належне фольклору батьківщини: на Baby Lasagna була мереживна сорочка, шкіряна жилетка, рукави-буфи та білі широкі шаровари, що нагадує хорватський національний одяг. У такому ж стилі було вбрання музикантів і танцюристів. Хорватія стала впевненою лідеркою голосування, а Ірландія з Bambie Thug та Нідерланди з Йостом Кляйном посіли друге та третє місця відповідно. Йост Кляйн брав участь у другому півфіналі у своєму вбранні, що дозволило голосувати за нього попри дискваліфікацію перед фіналом.

## Переможці

### За роком
| Рік  | Країна    | Переможець   | Фото | Місце на конкурсі | Друге місце | Третє місце | Дж.   |
| ---- | --------- | ------------ | ---- | ----------------- | ----------- | ----------- | ----- |
| 2022 | Австралія | Шелдон Райлі |      | 15                | Іспанія     | Норвегія    | [ 2 ] |
| 2023 | Фінляндія | Käärijä      |      | 2                 | Хорватія    | Бельгія     | [ 3 ] |
| 2024 | Хорватія  | Baby Lasagna |      | 2                 | Ірландія    | Нідерланди  | [ 4 ] |

### За країною
| № | Країна     | 1 | 2 | 3 |
| - | ---------- | - | - | - |
| 1 | Хорватія   | 1 | 1 | – |
| 2 | Австралія  | 1 | – | – |
| 2 | Фінляндія  | 1 | – | – |
| 4 | Ірландія   | – | 1 | – |
| 4 | Іспанія    | – | 1 | – |
| 6 | Бельгія    | – | – | 1 |
| 6 | Нідерланди | – | – | 1 |
| 6 | Норвегія   | – | – | 1 |